# Gelasma nubecula
Gelasma nubecula là một loài bướm đêm trong họ Geometridae.